# Scaevola oldfieldii
Scaevola oldfieldii är en tvåhjärtbladig växtart som beskrevs av Ferdinand von Mueller. Scaevola oldfieldii ingår i släktet Scaevola och familjen Goodeniaceae. Inga underarter finns listade i Catalogue of Life.